# Madlen Summermatter
Madlen Summermatter (* 1. August 1974 in Staldenried) ist eine ehemalige Schweizer Skirennfahrerin.

## Biografie
Summermatter debütierte am 16. Januar 1993 beim Weltcup in Cortina d’Ampezzo und bestritt bis zu ihrem Karriereende 65 Weltcuprennen. Im gleichen Jahr gewann sie bei den Junioren-Weltmeisterschaften in Colere die Silbermedaille im Super-G.
Als Profi erreichte sie insgesamt fünf Top-Ten-Plätze in ihrer Karriere. Summermatters bestes Resultat war der 5. Platz in der Abfahrt von Lake Louise. Im Alpinen Skieuropacup erreichte sie einen Sieg und zwei Podiumsplätze. Ihr bestes Resultat bei Weltmeisterschaften war ein 15. Platz beim WM-Super-G von Sestriere. Ihre beste Platzierung im Gesamtweltcup war ein 34. Platz in der Saison 1995/96. Bei den Weltmeisterschaften 1996 in der Sierra Nevada wurde sie 18. in der Abfahrt und 17. im Super-G. Nach der Saison 1996/97 beendete sie ihre Karriere.